# Cantonul Jura
Cantonul Jura (germană:  Jura (ajutor·info)) este cel mai nou (1979) dintre cele 26 de cantoane ale Elveției. Capitala sa este la Delémont. Se mărginește cu cantoanele Basel-Provincie, Solothurn și Berna, precum și cu departamentul francez Jura. Numele său oficial este "République et Canton du Jura". Cantonul Jura este considerat, asemenea altor cantoane din Elveția (Ticino, Geneva, Neuchâtel), o republică parte a Confederației elvețiene.

## Nume
Numele și-l datorează munților care se întind la granița dintre Franța și Elveția, de la lacul Geneva la Basel.

## Geografie
Cantonul Jura se află în nord-vestul Elveției. E format din părți ale Munților Jura în sud și platoul Jura în nord. Platoul Jura este deluros și aproape în întregime din calcar. Districtele Ajoie și Franches-Montagnes se află în această regiune. Termenul "jurasic" provine de la Alpii Jura, strat ce datează din acea epocă.
Râurile Doubs și Birs drenează acest canton. Doubs se varsă apoi în Saône și apoi în Ron, iar Birs este un afluent al Rinului.

## Istorie
Regele Burgundiei a donat în 999 cea mai mare parte a teritoriului cantonului de astăzi episcopului de Basel. A rămas un stat suveran în cadrul Sfântului Imperiu Roman pentru mai mult de 800 de ani. După Tratatul din Westfalia din 1648 Jura și-a întărit legăturile cu Confederația Elvețiană. În 1792, în perioada Revoluției franceze ultimul episcop este alungat iar pe data de 19 decembrie este proclamată Republica Rauraciană, o republică-soră a Republicii Franceze. Aceasta este anexată de Franța în martie 1793 și organizată sub forma departamentului Mont-Terrible, departament ulterior atașat departamentului Haut-Rhin. După Congresul de la Viena, Jura a fost cedată cantonului Berna drept compensație pentru pierderile din perioada napoleoniană. Acest lucru a provocat disensiuni, întrucât Jura era o regiune francofonă și romano-catolică, iar cantonul Berna era predominant germanofon și protestant. Locuitorii regiunii Jura au cerut independența, și, după mari eforturi, o constituție a fost acceptată în 1977. În 1978, diviziunea a devenit oficială, când poporul elvețian a votat în favoarea ei, iar în 1979, Jura s-a alăturat Confederației elvețiene ca membru cu drepturi depline.

## Economie
Agricultura este foarte importantă în cantonul Jura, în special creștera vitelor, dar și a cailor. Principalele industrii sunt fabricarea ceasurilor, textilă și a tutunului. Există un număr tot mai mare de firme mici și mijlocii.

## Demografie
Populația este aproape în întregime francofonă și romano-catolică.

## Cărți
- Ganguillet, Gilbert: Le conflit jurassien. Un cas de mobilisation ethno-régionale en Suisse, Zürich 1986.
- Hauser, Claude: Aux origines intellectuelles de la Question jurassienne. Culture et politique entre la France et la Suisse romande (1910-1950), Diss. Fribourg 1997.
- Henecka, Hans Peter: Die jurassischen Separatisten. Eine Studie zur Soziologie des ethnischen Konflikts und der sozialen Bewegung, Meisenheim am Glan 1972.
- Jenkins, John R.G.: Jura Separatism in Switzerland, Oxford 1986.
- Ruch, Christian: Struktur und Strukturwandel des jurassischen Separatismus zwischen 1974 und 1994, Bern 2001.
- Schwander, Marcel: Jura. Konfliktstoff für Jahrzehnte, Zürich/Köln 1977.
- Steppacher, Burkard: Die Jurafrage in der Schweiz, München 1985.